# NGC 5968
NGC 5968 is een balkspiraalstelsel in het sterrenbeeld Wolf. Het hemelobject werd op 3 juni 1834 ontdekt door de Britse astronoom John Herschel.

## Synoniemen
- ESO 450-5
- MCG -5-37-1
- IRAS 15368-3023
- PGC 55738